# Yimbere
Yimbere est un village de la commune de Bankim situé dans la région de l'Adamaoua et le département de Mayo-Banyo au Cameroun, près de la frontière avec le Nigeria

## Population
En 1967, Yimbere comptait 235 habitants, principalement Kondja.
Lors du recensement de 2005, 899 personnes y ont été dénombrées.